# Eberhard von Nerée
Viktor Joseph Carl Franz Eberhard von Nerée (* 17. Mai 1840 in Ruhrort; † 12. Oktober 1907 in Hannover) war ein preußischer Generalmajor.

## Leben

### Herkunft
Eberhard entstammte der alten Hugenottenfamilie de Nerée. Er war der Sohn eines Kaufmanns und dessen Ehefrau Elisabeth, geborene Hammann.

### Militärkarriere
Nach dem Besuch des Gymnasiums trat er am 1. Oktober 1859 als Dreijährig-Freiwilliger mit Aussicht auf Beförderung zum Offizier in das 17. Infanterie-Regiment der Preußischen Armee ein. Mit der Beförderung zum Sekondeleutnant wurde er Mitte Dezember 1860 in das 8. Westfälische Infanterie-Regiment Nr. 57 versetzt und absolvierte ab Oktober 1865 die Kriegsakademie in Berlin. Seine Studien musste Nerée 1866 aufgrund des Krieges gegen Österreich unterbrechen, in dessen Verlauf er an den Schlachten bei Münchengrätz und Königgrätz teilnahm. Nach dem Friedensschluss nahm er seine Studien wieder auf, avancierte zum Premierleutnant und diente nach dem erfolgreichen Abschluss ab Ende März 1869 als Regimentsadjutant. Durch Kabinettsorder vom 9. Februar 1869 hatte Nerée die Erlaubnis erhalten, statt des bisherigen Prädikats „de“ das deutsche Adelsprädikat „von“ anzuwenden.
Bei der Mobilmachung anlässlich des Krieges gegen Frankreich übernahm Nerée im Juli 1870 die Führung der 9. Kompanie, an deren Spitze er bei Mars-le-Tour schwer verwundet wurde. Wiederhergestellt nahm er an der Schlacht bei Beaune-la-Rolande teil und wurde mit dem Eisernen Kreuz II. Klasse ausgezeichnet. Nach dem Krieg war er von November 1871 bis April 1872 zur Dienstleistung beim Großen Generalstab kommandiert. Dieses Kommando verlängerte sich, bis er schließlich am 12. November 1872 mit der Beförderung zum Hauptmann und der Ernennung zum Kompaniechef in den Truppendienst zurücktrat. Unter Stellung à la suite seines Regiments war Nerée vom 16. August 1873 bis zum 11. September 1878 als Lehrer zur Kriegsschule in Engers kommandiert. Anschließend unter Enthebung von dieser Stellung als Chef der 10. Kompanie in das 4. Thüringische Infanterie-Regiment Nr. 72 versetzt, rückte er Mitte September 1883 zum überzähligen Major auf. Unter Stellung à la suite folgte am 15. Oktober 1885 seine Ernennung zum Direktor der Kriegsschule in Anklam. Er avancierte am 27. Januar 1890 zum Oberstleutnant und wurde am 18. Januar 1891 als etatmäßiger Stabsoffizier in das Füsilier-Regiment „General-Feldmarschall Prinz Albrecht von Preußen“ (Hannoversches) Nr. 73 versetzt. Daran schloss sich am 29. März 1892 eine Verwendung als Oberst und Kommandeur des 1. Hannoverschen Infanterie-Regiments Nr. 74 an. Aus gesundheitlichen Gründen nahm Nerée am 20. Mai 1893 seinen Abschied mit Pension und der Berechtigung zum Tragen seiner Regimentsuniform. Nach seiner Verabschiedung erhielt er den Roten Adlerorden III. Klasse mit Schleife sowie die Erlaubnis zur Annahme des Kommandeurkreuzes II. Klasse des Ordens Heinrichs des Löwen. Mit der Erlaubnis zum weiteren Tragen seiner Uniform wurde er am 18. Oktober 1894 zur Disposition gestellt und ihm wurde am 11. September 1907 noch der Charakter als Generalmajor verliehen.

### Familie
Aus seiner am 31. August 1875 in Kleve mit Auguste Hermann geschlossenen Ehe ging die Tochter Antonie (* 1879) hervor, die den späteren preußischen Oberstleutnant Franz von Goetze (* 1872) heiratete.